# Rotterdams Centrum voor Theater
Het Rotterdams Centrum voor Theater

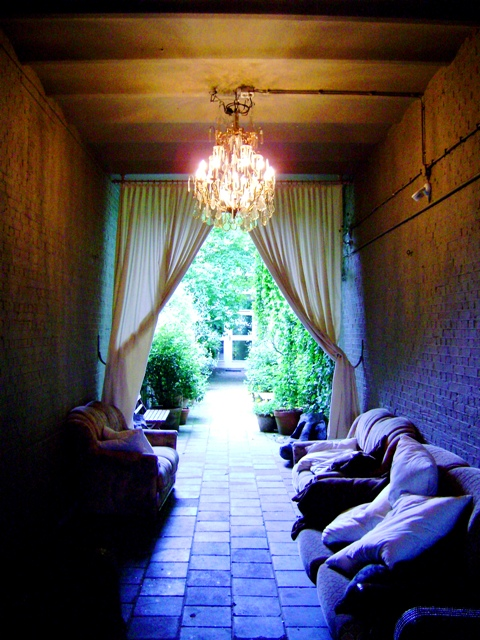
Ingang rcth

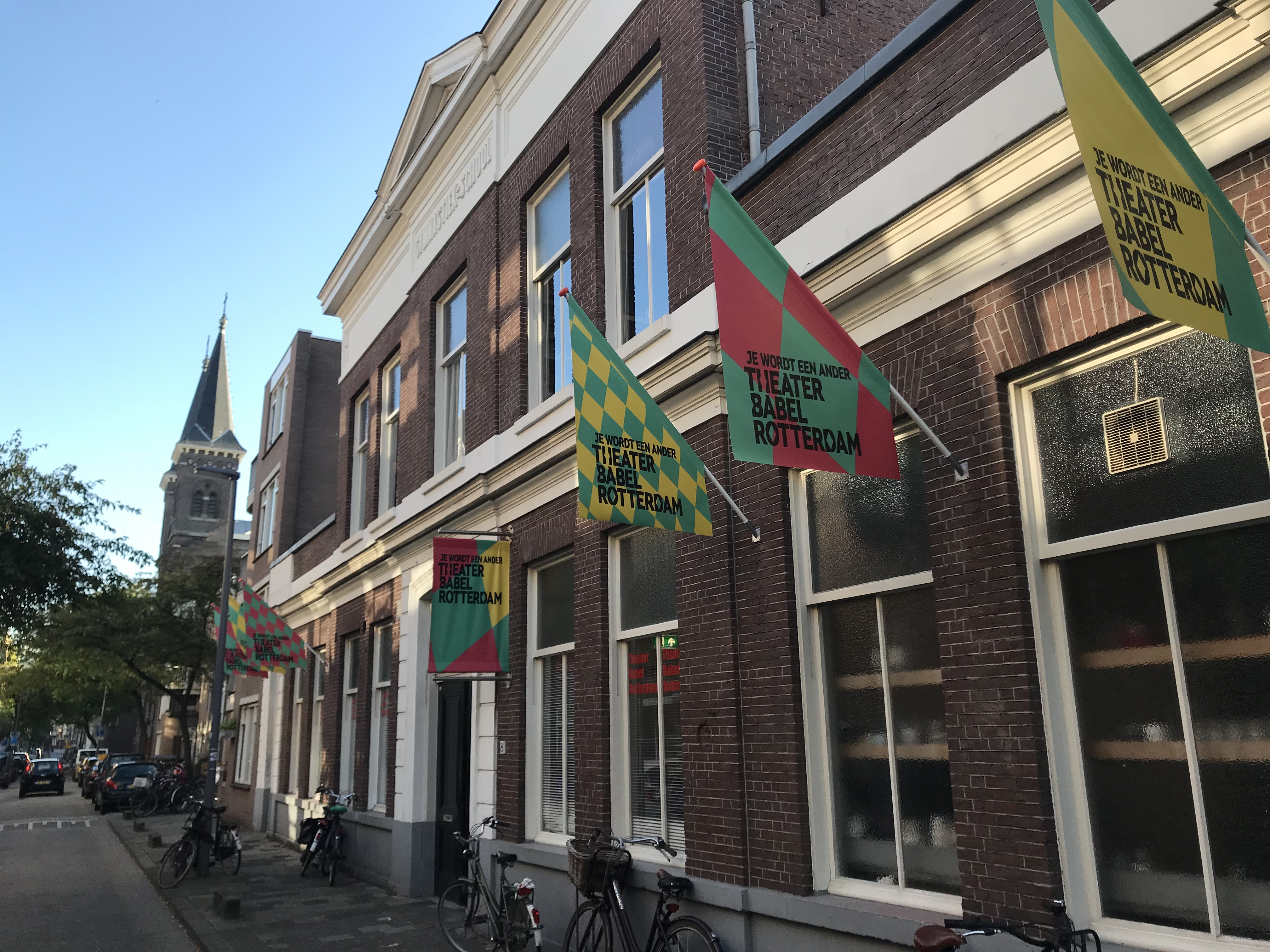
De nieuwe locatie van het gezelschap, vanaf 2018 onder de nieuwe naam Theater Babel Rotterdam: Eendrachtsstraat 81 te Rotterdam.

(afgekort RCTH en voluit rotterdamscentrumvoortheater, volgens haar eigen huisstijl aan elkaar geschreven en zonder hoofdletters) is een theateropleiding voor amateurtheater in Rotterdam. Het centrum werd in 1988 opgericht op initiatief van het toenmalige RCA, dat graag een kaderopleiding in de stad wilde om het amateurtheater op een hoger niveau te brengen. Vooral door ondersteuning van de gemeente Rotterdam kon het eerste seizoen van de spel/regie opleiding starten.
In 2002 werd een samenwerking aangegaan met Kunstgebouw, stichting Kunst en Cultuur Zuid-Holland om de opleiding verder te professionaliseren en een breder draagvlak te geven. Vanaf dat moment noemt de opleiding zich de Theaterfabriek.
Haar kerntaak ligt in het verzorgen van de professionele deeltijd-theateropleiding, ontwikkeld voor spelers en theatermakers in de amateurtheatersector. Deze opleiding bestaat in 2007/2008 twee decennia en heeft inmiddels meer dan honderd afgestudeerde spelers en theatermakers afgeleverd.
Verder maakt het Rotterdams Centrum voor Theater onder de naam de stad als podium voorstellingen waarbij de nadruk ligt op de stad Rotterdam, zowel wat productionele en organisatorische samenwerking als inhoud betreft. In die context legt het RCTH zich de laatste jaren steeds meer toe op het ontwikkelen van voornamelijk Rotterdams nieuw repertoire, een ontwikkeling die resulteerde in voorstellingen als Stadsportretten (2004), Binnenweg-monologen (2005), Boymans-monologen (2005), Verhalen uit de klas (2006) en Familiebanden. In maart 2007 maakte het RCTH/Theaterfabriek in samenwerking met het Nederlands Architectuur Instituut of NAI de stadsvoorstelling 'Het uur waarop we niets van elkander wisten' van Peter Handke. Deze voorstelling werd gespeeld in de arcade van het NAI onder de kleuren van het lichtkunstwerk van Peter Struycken.
Ten derde verzorgt het RCTH educatieve producties onder de naam 'dijkproducties' voor het voortgezet onderwijs zoals Seks in de stad, een voorstelling over seksuele moraal en de invloed van culturen en de media hierop. Scholieren die deze voorstelling bezochten werd tijdens het nawerk gevraagd om zelf een monoloog te schrijven rondom het thema seksualiteit. De 49 meest bijzondere verhalen werden in september 2007 gepubliceerd in een boek.
De directeur van het RCTH, theatermaker Paul Röttger, nam op zondag 17 mei 2009 (de Internationale Dag tegen Homofobie) in de Koninklijke Schouwburg in Den Haag van minister Plasterk een aanmoedigingsoorkonde in het kader van de Jos Brink-prijs in ontvangst voor het educatieve theaterproject Seks in de stad, gericht op het bespreekbaar maken van homoseksualiteit op scholen in de regio Rotterdam.
In 2012 werd een nieuwe weg ingeslagen met de producties van het RCTH door middel van de eerste coproductie: samen met stichting Humanitas Bergweg realiseerden directeur en artistiek leider Paul Röttger een voorstelling gebaseerd op de levensverhalen van homoseksuele ouderen: 'Naar vriendschap zulk een mateloos verlangen'. In deze voorstelling waren oudere homoseksuele mannen en vrouwen het onderwerp. Hun levensverhaal werd gespeeld door acteurs van het RCTH terwijl de 'roze ouderen' zelf hier live bij aanwezig waren. In 2012/2013 was Paul Röttger tevens 25 jaar directeur van het Rotterdams Centrum voortheater. Hij richtte zich in zijn jubileumjaar niet alleen op de voorstelling 'Mateloos'. Onder zijn regie zijn ook 'Gay in de stad' gerealiseerd; een educatieve voorstelling voor VO en MBO en 'Bloedverwanten' een bewerking van de roman van Han Nefkens over Aids.
In 2013/2014 regisseerde Röttger in een coproductie van het RCTH, de stichting Pameijer en Bavo-Europoort de voorstelling 'Wie is er nou gek of ik is een ander', een theaterproductie gebaseerd op de levensverhalen van mensen met een psychiatrische achtergrond. In deze productie zijn het de levensverhalen van de cliënten of patiënten waar het om draait. Evenals bij de productie Mateloos zijn deze cliënten bij iedere voorstelling aanwezig en spelen mee, samen met professionele acteurs. Deze voorstelling won in 2014 'de Duim' uit handen van Borgbelang Zuid-Holland, als beste Zorg-idee.

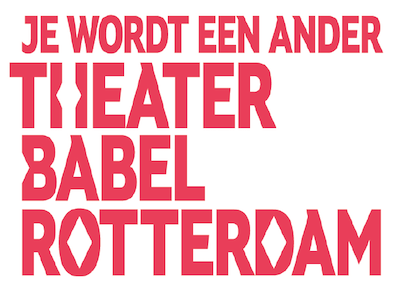
Het logo van de instelling onder de nieuwe naam Theater Babel Rotterdam.

Vanaf 1 januari is directeur Paul Röttger, tevens artistiek leider van Theater Maatwerk en werkt het rcth nauw samen met galerie Atelier Herenplaats. Dit n.a.v. een convenant tussen het Rotterdams centrum voor theater met stichting Pameijer dat 1 januari 2015 is ingegaan. De drie instellingen samen zijn op weg naar een nieuwe culturele instelling vanaf 2017, waarbinnen structureel theater wordt gemaakt met acteurs met en zonder een beperking over maatschappelijke thema's. In het werk van het rcth staat de ontmoeting met 'de ander' centraal.
De organisaties samen willen een nieuwe culturele instelling worden voor mensen met en zonder beperking. Pameijer en het RCTH hebben dit convenant gesloten om met elkaar een subsidieaanvraag in te kunnen dienen voor het Kunstenplan 2017-2020. De aanloop daarheen wordt gedurende twee jaar door Gemeente Rotterdam financieel ondersteund. Zo zijn de instellingen samen op weg naar een nieuwe culturele instelling vanaf 2017.
Het initiatief is niet alleen uniek in Rotterdam, ook wereldwijd is deze structurele opzet uniek. Het publiek krijgt een combinatie van verschillende kunstdisciplines met mensen die ook wel als 'de ander' gezien worden. Het zijn mannen of vrouwen, jong of oud, homo of hetero, met of zonder beperking, die door professioneel theater en cultuuronderwijs tonen wat niet altijd getoond kan worden en waardoor de mens met een beperking een vanzelfsprekend onderdeel wordt van de kunstwereld.
Met als doel om 'Met de ander inzicht te geven in de ander, en zo te werken aan een wereld waarin men elkaar beter begrijpt. Een wereld waarin kunst en zorg elkaar versterken.'

Eind januari 2016 werd een cultuurplan ingediend voor 2017-2020 waarbij de twee organisaties (RCTH en Theater Maatwerk) zijn samengevoegd tot een nieuw inclusieve organisatie met een gezelschap & een academie onder de naam 'Theater Babel Rotterdam'.
In dit nieuwe 'inclusieve' theatergezelschap wordt sindsdien ook gewerkt met acteurs met een beperking. Rötgger regisseerde onder de nieuwe naam Theater Babel Rotterdam de voorstellingen: 'To be or not', 'Con Amore', 'Ont-heemd', 'Het gedroomde café', 'Seks in Rotterdam'. In 2018 viert Röttger zijn 30-jarig jubileum als directeur van de instelling met de theater-choreografie 'Piazza della vita'.